# Zypern beim Junior Eurovision Song Contest
Teilnehmende Rundfunkanstalt

Erste Teilnahme
2003
Bisher letzte Teilnahme
2024
Anzahl der Teilnahmen
10 (Stand 2024)
Höchste Platzierung
8 (2004, 2006)
Höchste Punktzahl
69 (2014)
Niedrigste Punktzahl
16 (2003)
Punkteschnitt (seit erstem Beitrag)
42,56 (Stand 2020)
Punkteschnitt pro abstimmendem Land im 12-Punkte-System
2,38 (Stand 2014)
Dieser Artikel befasst sich mit der Geschichte der Republik Zypern als Teilnehmer am Junior Eurovision Song Contest.

## Vorentscheide
In der Republik Zypern gab es immer einen öffentlichen Vorentscheid für den JESC. 2014 und 2016 wählte man seinen Beitrag intern aus.

## Teilnahme am Wettbewerb
Die Republik Zypern nahm von 2003 bis 2009 an jedem Wettbewerb außer 2005 teil, als man sich wegen Plagiatsvorwürfen kurz vor dem Wettbewerb zurückzog, aber dennoch abstimmen durfte. Der beste Platz wurde 2004 und 2006 mit Platz 8 erreicht. 2008 fand der Contest in Limassol an der Südküste des Landes statt. Nach 2009 zog man sich vom Wettbewerb zurück, jedoch hätte die Republik Zypern 2013 beinahe teilgenommen: Vom Gastgeber NTU und der EBU hatte man Unterstützung zugesichert bekommen, jedoch zog man sich trotz bereits ermitteltem Beitrag und Interpreten zurück.
2014 kehrte man zum JESC zurück und erreichte die bisher zweitbeste Platzierung, Platz 9. 2015 konnte die Republik Zypern jedoch aufgrund fehlender finanzieller Mittel nicht teilnehmen. Dafür kehrte man aber wieder 2016 zum JESC zurück, wurde jedoch nur Vorletzter. Im Jahr darauf hatte man noch weniger Erfolg und wurde zum ersten Mal Letzter. Zwischen 2018 und 2023 nahm Zypern nicht am Wettbewerb teil. Am 21. August 2024 wurde bekannt, dass man 2024 zum Wettbewerb zurückkehren werde.

## Liste der Beiträge
| Jahr      | Interpret                            | Titel (Musik / Text)                                                                    | Sprache                  | Übersetzung                   | Platz Teilnehmer (gesamt)    | Punkte                       |
| --------- | ------------------------------------ | --------------------------------------------------------------------------------------- | ------------------------ | ----------------------------- | ---------------------------- | ---------------------------- |
| 2003      | Theodora Rafti Θεοδώρα Ράφτη         | Efhi (Μια ευχή) (Theodora Rafti)                                                        | Griechisch               | Ein Gelübde                   | 14 / 16                      | 16                           |
| 2004      | Marios Tofis Μάριος Τοφή             | Onira (Όνειρα) (Marios Tofis)                                                           | Griechisch               | Traum                         | 8 / 18                       | 61                           |
| 2005      | Rena Kiriakidi Ρένα Κυριακίδη        | Tsirko (Τσίρκο) (Rena Kiriakidi)                                                        | Griechisch               | Zirkus                        | Vom Wettbewerb zurückgezogen | Vom Wettbewerb zurückgezogen |
| 2006      | Louis & Christina Λουίς και Χριστίνα | Agoria Koritsia (Αγόρια Κορίτσια) (Louis Panagiotou, Christina Christofi)               | Griechisch               | Jungs – Mädchen               | 8 / 15                       | 58                           |
| 2007      | Yiorgos Ioannides Υίώργος Ιωαννίδης  | I mousiki dinei ftera (Η μουσική δίνει φτερά) (Yiorgos Ioannides)                       | Griechisch               | Musik beflügelt               | 14 / 17                      | 29                           |
| 2008      | Elena & Charis Έλενα και Χαρης       | Gioupi gia! (Γιούπι για) (Elena Mannouri & Charis Savva)                                | Griechisch               | Juppi ja!                     | 10 / 15                      | 46                           |
| 2009      | Rafaella Costa Ραφαέλλα Κώστα        | Thalassa, elios, areas, fotia (Θάλασσα, Ήλιος, Αέρας, Φωτιά) (Rafaella Costa)           | Griechisch               | Wasser, Sonne, Luft und Feuer | 11 / 13                      | 32                           |
| 2010-2013 | Auf Teilnahme verzichtet             | Auf Teilnahme verzichtet                                                                | Auf Teilnahme verzichtet | Auf Teilnahme verzichtet      | Auf Teilnahme verzichtet     | Auf Teilnahme verzichtet     |
| 2014      | Sophia Patsalides Σοφία Πατσαλίδου   | I pio omorfi mera (Η πιο όμορφη μέρα) (Alex Panayi, Stavros Stavrou, Sophia Patsalides) | Griechisch, Englisch     | Der schönste Tag              | 9 / 16                       | 69                           |
| 2015      | Auf Teilnahme verzichtet             | Auf Teilnahme verzichtet                                                                | Auf Teilnahme verzichtet | Auf Teilnahme verzichtet      | Auf Teilnahme verzichtet     | Auf Teilnahme verzichtet     |
| 2016      | George Michalides Γιωργος Μιχαηλιδης | Dance Floor (Andreas Anastasiou / Andreas Anastasiou, George Michaelides)               | Griechisch, Englisch     | Tanzfläche                    | 16 / 17                      | 27                           |
| 2017      | Nicole Nicolaou Νικολέ Νικολάου      | I Wanna Be A Star (Constantinos Christoforou)                                           | Griechisch, Englisch     | Ich will ein Star sein        | 16 / 16                      | 45                           |
| 2018-2023 | Auf Teilnahme verzichtet             | Auf Teilnahme verzichtet                                                                | Auf Teilnahme verzichtet | Auf Teilnahme verzichtet      | Auf Teilnahme verzichtet     | Auf Teilnahme verzichtet     |
| 2024      | Maria Pissarides                     | Crystal Waters (Sophia Patsalides, Armin Gilani)                                        | Griechisch, Englisch     | Kristallklares Wasser         | 13 / 17                      | 60                           |

## Ausgetragene Wettbewerbe
| Jahr | Stadt    | Austragungsort                   | Moderation                      |
| ---- | -------- | -------------------------------- | ------------------------------- |
| 2008 | Limassol | Spyros Kyprianou Athletic Center | Sophia Paraskeva & Alex Michael |

## Punktevergabe
Folgende Länder erhielten die meisten Punkte von oder vergaben die meisten Punkte an die Republik Zypern:
| Die meisten vergebenen Punkte | Die meisten vergebenen Punkte | Die meisten vergebenen Punkte |
| Platz                         | Land                          | Punkte                        |
| ----------------------------- | ----------------------------- | ----------------------------- |
| 1                             | Russland                      | 60                            |
| 2                             | Georgien                      | 59                            |
| 3                             | Griechenland                  | 57                            |
| 4                             | Armenien                      | 53                            |
| 5                             | Rumänien                      | 47                            |

| Die meisten erhaltenen Punkte | Die meisten erhaltenen Punkte | Die meisten erhaltenen Punkte |
| Platz                         | Land                          | Punkte                        |
| ----------------------------- | ----------------------------- | ----------------------------- |
| 1                             | Griechenland                  | 60                            |
| 2                             | Russland                      | 17                            |
| 3                             | Belarus                       | 16                            |
| 3                             | Niederlande                   | 16                            |
| 3                             | Schweden                      | 16                            |

Stand: 2017